# Valdampierre
Valdampierre település Franciaországban, Oise megyében. Lakosainak száma 921 fő (2022. január 1.). Valdampierre Auteuil, Beaumont-les-Nonains, Pouilly, Les Hauts-Talican és La Drenne községekkel határos.

## Népesség
A település népessége az elmúlt években az alábbi módon változott:
| Lakosok száma | 948  | 947  | 952  | 936  | 930  | 929  | 913  | 902  | 921  |
|               | 2013 | 2015 | 2016 | 2017 | 2018 | 2019 | 2020 | 2021 | 2022 |